# Mario Trezzi
Mario Trezzi (Barlassina, 21 dicembre 1921 – ...) è stato un calciatore e allenatore di calcio italiano, di ruolo centrocampista.

## Carriera
Prima della seconda guerra mondiale gioca con l'Impero e in Serie C con il Meda e con il Pavia, e nel dopoguerra debutta in Serie B con il Fanfulla nel campionato 1946-1947, disputando due campionati cadetti per un totale di 62 presenze.
Dopo un altro anno in Serie B con il Legnano dove totalizza 7 presenze, torna a giocare in Serie C con le maglie del Prato e successivamente del Seregno.
Intraprende in seguito la carriera di allenatore in numerose squadre, tra cui il Como dal 1965 al 1967 e il Chiasso nel 1973.